# Listă de nume românești - litera C
Această pagină, supusă continuu îmbunătățirii, conține peste 6000 de nume de familie românești care încep cu litera C.